# 페더럴 홀
페더럴 홀(영어: Federal Hall)은 헌법 하의 미국의 첫 번째 국회의사당이었다. 제1차 미국 의회의 회의 장소였으며 조지 워싱턴의 첫 번째 대통령 취임식이 열린 장소였던 이 건물은 1703년부터 1812년까지 뉴욕 로어맨해튼의 월가와 브로드 스트리트 교차점에 위치했다. 현재의 부지인 맨해튼 파이낸셜 디스트릭트의 월가 26번지에는 1842년에 세관으로 완공된 그리스 리바이벌 건축 양식의 건물인 페더럴 홀 국립기념관(영어: Federal Hall National Memorial)이 자리하고 있다. 미국 국립공원관리청은 이전 건물에서 일어난 역사적인 사건들을 기념하는 미국 국립기념물로 이 건물을 운영하고 있다.
이곳의 원래 건물은 1699년부터 1703년까지 뉴욕의 두 번째 시청으로 지어졌다. 이 건물은 미국 독립 혁명 전에 1765년 인지세법 회의를 주최했다. 미국이 독립 국가가 된 후 1785년부터 1789년까지 연합규약 하의 국가 최초 중앙 정부인 연합회의의 회의 장소로 사용되었으며, 건물은 확장 및 개조되었다. 1789년 미국 연방 정부가 수립되면서, 이곳에서 제1차 의회가 열렸고 대통령으로서 조지 워싱턴의 취임식이 거행되었다. 이 건물은 1812년에 철거되었다.
이티엘 타운과 알렉산더 잭슨 데이비스가 설계한 현재의 건물은 뉴욕의 미국 세관으로 지어졌으며, 1862년부터 1925년까지 재무부 건물로 사용되었다. 이 기념관은 터커호 대리석으로 지어졌다. 건축적 특징으로는 도리스 양식 기둥의 열주와 조각가 존 프레이지가 설계한 돔형 로툰다가 있다. 건물 외부에는 존 퀸시 애덤스 워드의 조지 워싱턴 동상이 있다. 외관과 내부 일부는 뉴욕시 랜드마크이며, 이 건물은 미국 국립사적지에 등재된 월 스트리트 역사 지구의 기여 자산이기도 하다.

## 첫 번째 건물
17세기에는 월가 북쪽 지역에 존 데이멘의 농장이 있었다. 데이멘은 1685년에 이 땅을 토머스 돈간 행정부의 장교인 존 나이트 대위에게 팔았다. 나이트는 이 땅을 돈간에게 다시 팔았고, 돈간은 1689년에 에이브러햄 드 페이스터와 니컬러스 베이어드에게 다시 팔았다. 드 페이스터와 베이어드 모두 뉴욕 시장으로 재직했다.

### 시청

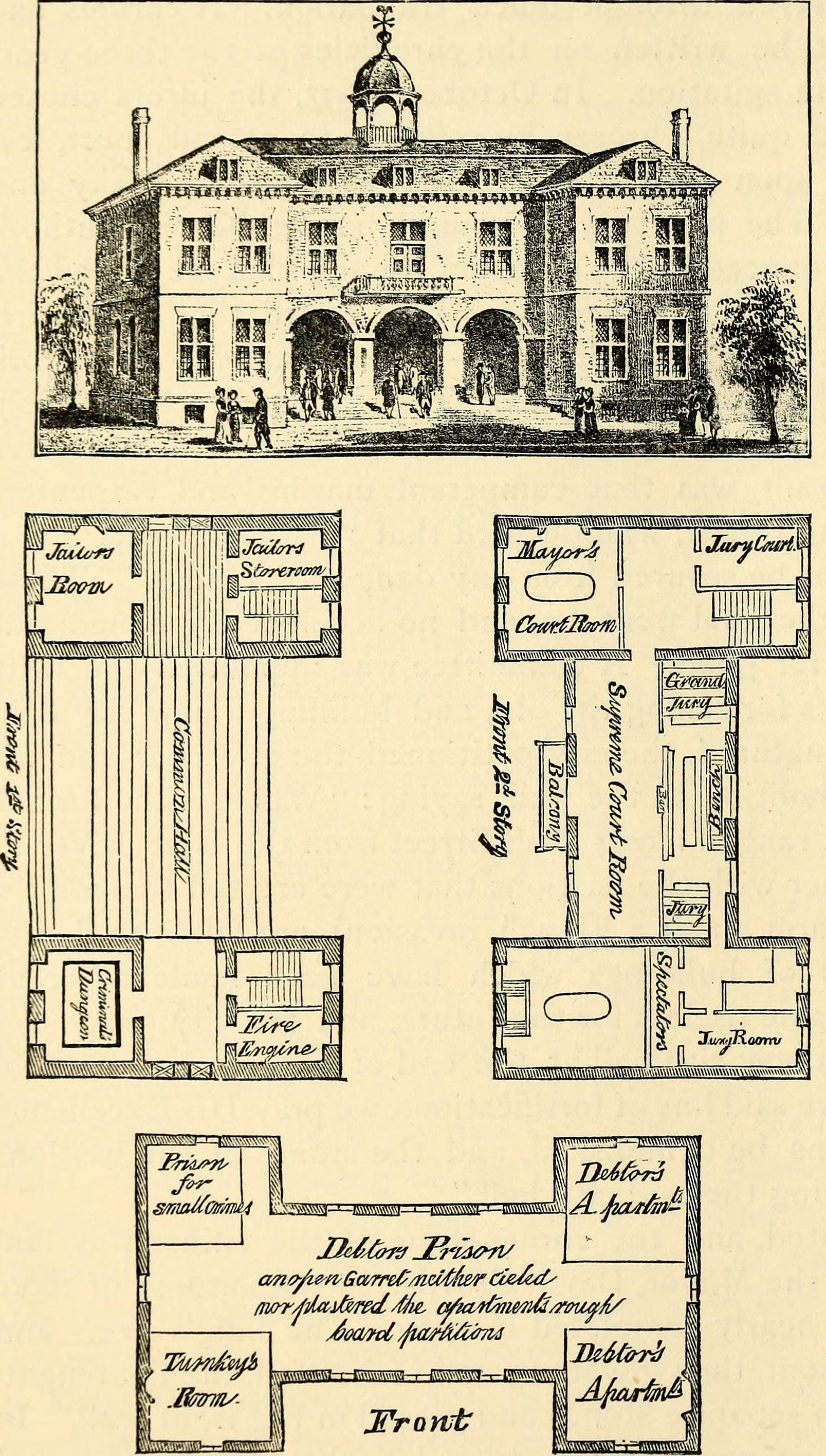
옛 시청 (1699–1703)과 법원 및 감옥

이곳의 원래 건물은 1699년부터 1703년까지 뉴욕의 두 번째 시청으로 월가에 지어졌으며, 현재는 로어맨해튼의 파이낸셜 디스트릭트에 해당한다. 이 건물은 시의 첫 행정 중심지였던 슈타트 후이스를 대체하기 위해 제임스 에베츠가 설계했다. 건물은 2층 높이였으며, 중앙 부분에서 서쪽과 동쪽으로 날개가 뻗어 있었다. 월가의 옛 요새에서 나온 돌이 시청 건설에 사용되었다. 시청에는 또한 공공 도서관 (1730년까지 1,642권 보유)과 런던에서 수입된 두 대의 소방차가 있는 소방서가 있었다. 상층부는 채무자의 감옥으로 사용되었다.
1735년, 신문 발행인 존 피터 젱어는 영국 왕실 총독에 대한 명예훼손 혐의로 체포되어 그곳에서 수감되고 재판을 받았다. 그가 인쇄한 자료가 사실이라는 이유로 무죄 판결을 받으면서, 이는 훗날 권리장전에서 정의된 출판의 자유의 기초가 되었다.
시청은 1765년에 3층이 추가되면서 처음으로 개조되었다. 그해 10월, 그레이트브리튼 의회가 부과한 인지세법에 대응하여 13개 식민지 중 9개 식민지 대표들이 인지세법 회의로 모였다. 영국 정책에 대한 조직적인 반대 운동으로 처음으로 한자리에 모인 참석자들은 조지 3세와 영국 상원, 영국 하원에 메시지를 작성하여 영국 거주민과 동일한 권리를 요구하고 식민지의 "대표 없는 과세"에 항의했다. 자유의 아들들은 미국 독립 전쟁 중인 1775년에 잠시 영국군으로부터 건물을 점령하여 영국군 무기를 탈취했다. 미국 독립선언은 1776년 7월 18일, 미국이 영국으로부터 독립을 선언한 직후 시청에서 낭독되었다. 전쟁 후 시청은 대륙회의의 회의 장소가 되었다.

### 페더럴 홀

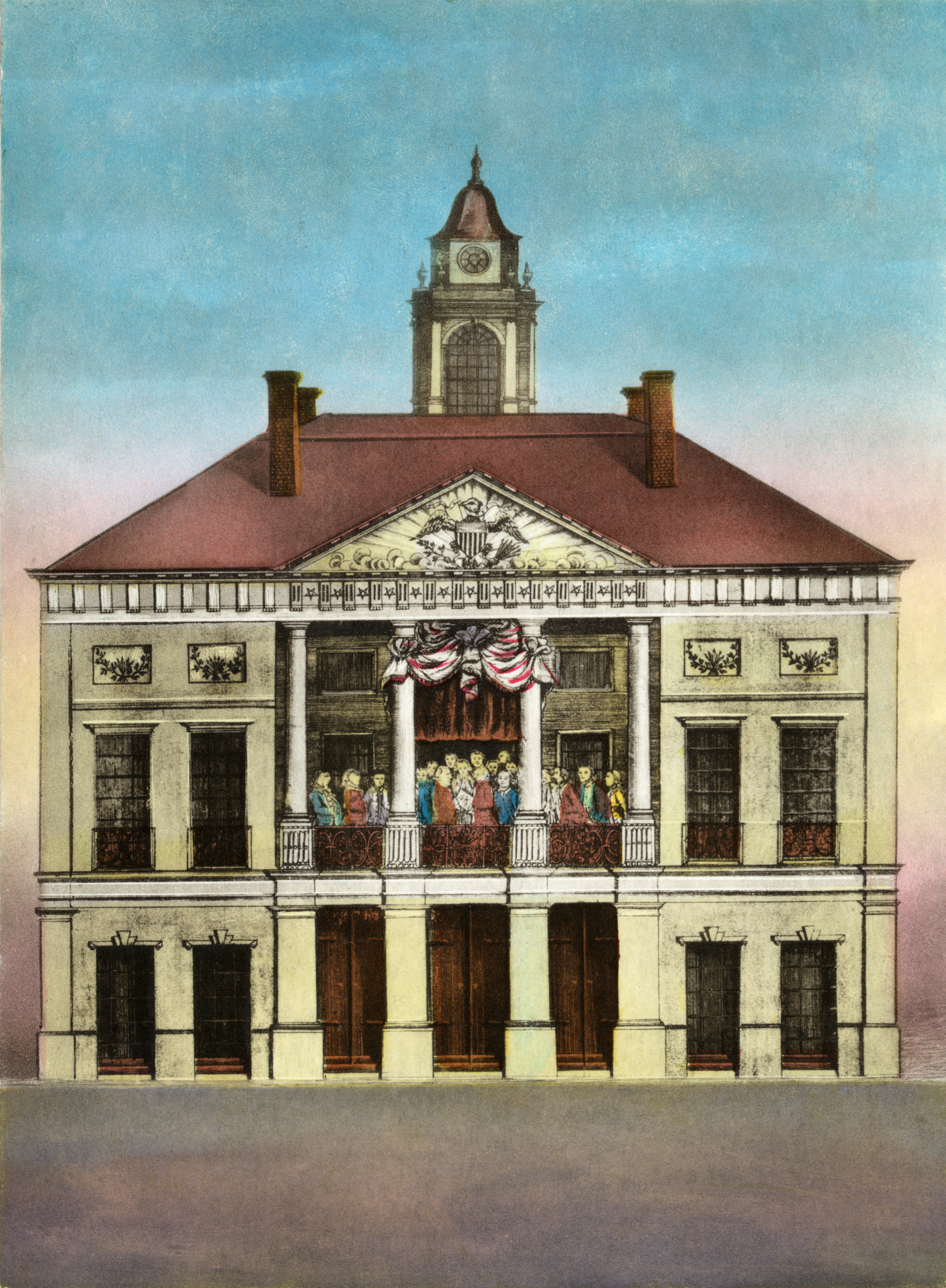
페더럴 홀, 의회의 중심지, 1790년 아모스 둘리틀의 수채화, 워싱턴의 1789년 4월 30일 취임식 묘사

미국 독립 혁명 이후, 시청은 연합규약 하의 미국 연합회의의 본거지가 되었다. 연합회의의 첫 회의는 1784년 4월 13일 시청에서 열렸다.

#### 설계 및 건설
연합회의는 여전히 영구적인 건물이 필요했고, 뉴욕시 의회와 제임스 듀언 시장은 뉴욕시가 미국의 수도가 되기를 바랐다. 개인 시민들과 뉴욕시 정부는 옛 시청을 의회 건물로 개조하는 데 65,000달러(2022 기준으로 ${{인플레이션}} 오류: |start_year=1784 (매개변수 3)는 인덱스 "US"의 사용가능한 시작년도(1800)보다 작은 값.백만 달러에 해당)를 지출했다. 애국자들은 건물은 식민지 이전의 구조를 보존하면서도 독특한 미국 양식으로 개조되어야 한다고 느꼈다. 미국 독립 전쟁 중 미국인을 도왔던 프랑스 건축가 피에르 샤를 랑팡이 건물 개조를 담당하게 되었다. 1784년 12월, 의회는 뉴욕을 국가의 수도로 지정하기로 결정했다. 연합회의는 1787년 시청에서 북서부 조례를 통과시켰다.
1788년과 1789년 사이에 이루어진 랑팡의 확장은 조지아 건축 양식의 특징을 보였지만, 그는 더 큰 비례를 사용하고 미국 모티프를 추가했다. 거리 높이의 지하를 통과하는 아치형 통로가 건설되었고, 네 개의 육중한 토스카나 양식 기둥이 발코니를 지탱했다. 발코니 층에는 네 개의 높은 도리스식 기둥이 설치되어, 미국 독수리와 13개의 화살 (원래 13개 식민지 각각에 하나씩)을 묘사한 페디먼트를 지탱했다. 랑팡은 또한 기둥 뒤에 오목한 롱 갤러리가 있는 로지아를 만들었고, 2층 창문 위에 장식적인 스웨그를 배치했다. 미국 하원을 위한 1층 방은 가로세로 60 by 60 피트 (18 by 18 m)에 약 2층 높이였다. 미국 상원을 위한 더 작은 방은 2층에 있었고, 랑팡은 큐폴라와 우진각지붕으로 마감된 3층을 건설했다.

#### 사용

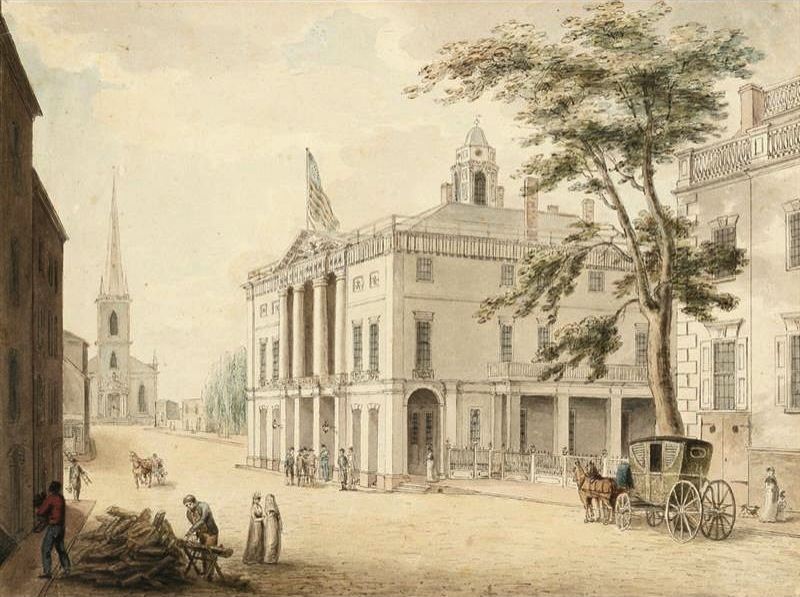
아치볼드 로버트슨의 1798년경 뉴욕 시의 시청 (페더럴 홀)과 트리니티 교회가 있는 월 스트리트 전경

시는 1788년 말에 모든 시립 사무실을 건물 밖으로 옮겼지만, 뉴욕 협회 도서관의 3,500권 장서는 당분간 건물에 남아 있었다. 1789년, 이 건물은 헌법 하의 국가 최초 정부 수도인 페더럴 홀이 되었다. 제1차 의회는 1789년 3월 4일부터 그곳에서 회의를 시작했다. 미국 대통령의 첫 취임식인 1789년 조지 워싱턴 대통령 취임식은 1789년 4월 30일 건물 발코니에서 열렸다. 제1차 의회에서 페더럴 홀에서 많은 중요한 미국 입법 활동이 일어났다. 예를 들어, 1789년 9월 25일, 인지세법 회의에서 주장되었던 자유를 확립하는 권리장전이 페더럴 홀에서 제안되었다. 1789년 사법부법도 이 건물에서 제정되어 미국 연방 법원 시스템을 구축했다.
1790년, 미국의 수도는 필라델피아로 옮겨졌다. 페더럴 홀은 주 의회와 법원의 시설로 바뀌었다. 페더럴 홀 건물은 1804년 200만 달러(2019 기준으로 $34만 달러에 해당)의 피해를 입힌 화재에도 살아남은 몇 안 되는 건물 중 하나였다. 페더럴 홀은 1810년에 잠시 시청으로 다시 바뀌었다. 1812년에 현재의 뉴욕 시청사가 개청되면서 뉴욕 시 정부는 더 이상 페더럴 홀을 필요로 하지 않았다. 이 건물은 425달러(2019 기준으로 $7,256달러에 해당)에 팔렸고 철거되었다. 워싱턴이 취임했던 원래 난간과 발코니 바닥의 일부가 기념관에 전시되어 있으며 한때 뉴욕 역사 협회에 보관되기도 했다. 나소 스트리트는 원래 건물 주위를 서쪽으로 휘감았고, 브로드 스트리트는 동쪽으로 이어졌다. 나소 스트리트는 건물이 철거된 후 곧게 펴졌고, 현대의 페더럴 홀 국립기념관 서쪽으로 이어진다.

## 두 번째 건물
현재의 그리스 리바이벌 건축 구조는 뉴욕 항만 미국 세관을 위해 특별히 건설된 첫 번째 건물이다. 세관은 이전에 거버먼트 하우스에 위치해 있었는데, 이곳은 볼링 그린에 있는 개조된 주거지였다. 옛 건물은 "평범하고 불편하며" 너무 혼잡해져 연방 정부가 1831년에 추가 공간을 임대하게 되었다. 뉴욕 항 세관장이었던 새뮤얼 스와트아웃은 1832년에 "넓고 안전하며 보안된" 시설을 주장했다. 새 건물을 위한 땅은 1816년, 1824년, 1832년에 점진적으로 매입되었다.

### 세관

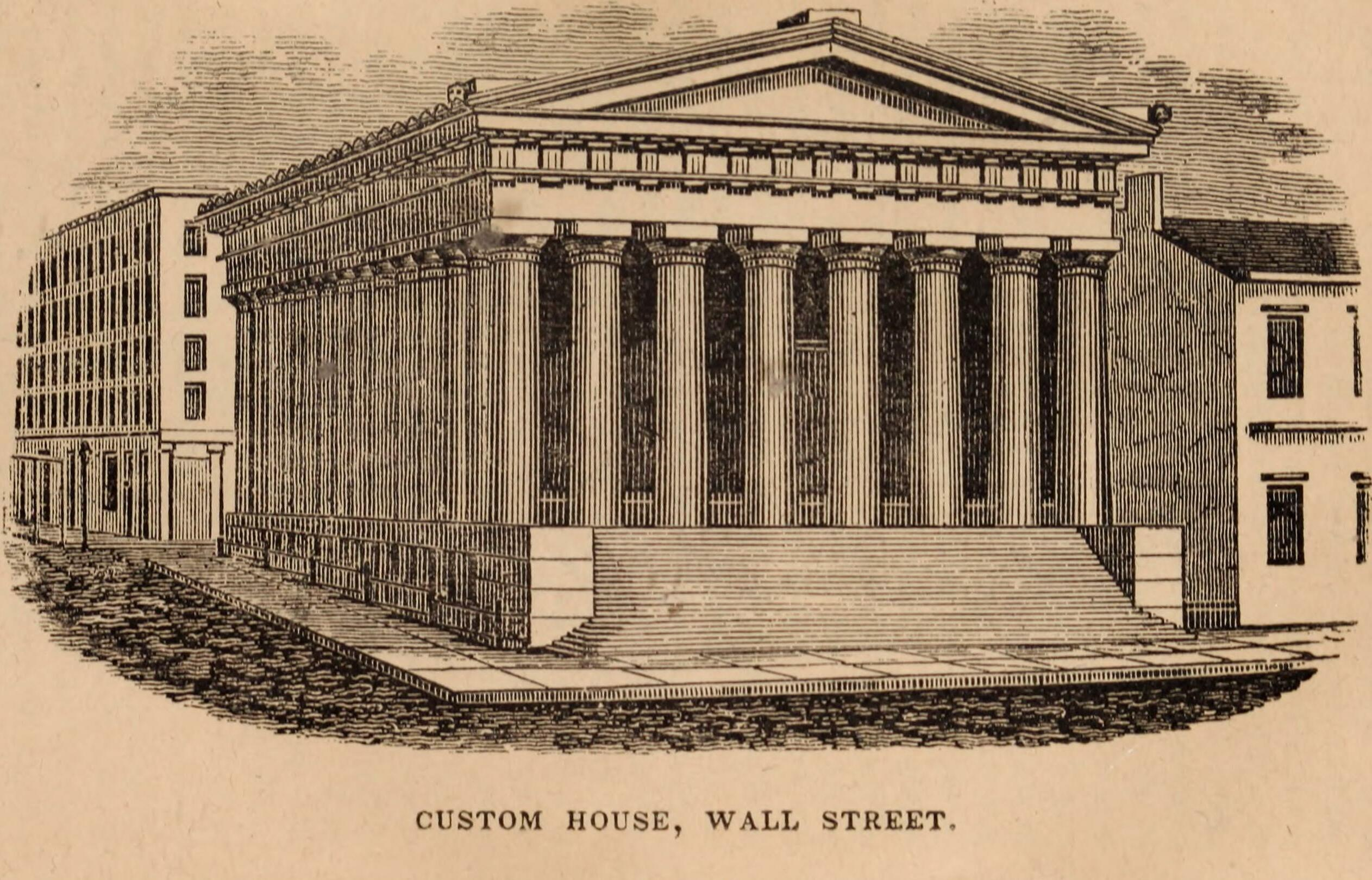
1850년의 세관

이티엘 타운과 알렉산더 잭슨 데이비스로 구성된 타운 앤 데이비스는 당시 도시에서 가장 다작하는 건축가 두 명이었는데, 새 세관 건물에 대한 건축 설계 대회에서 우승하여 1833년 8월에 건물 설계 계약을 따냈다. 타운은 세관 건물이 화강암으로 지어지면 25만 달러(2019 기준으로 $6.62백만 달러에 해당), 석조, 벽돌, 대리석으로 지어지면 32만 달러에서 35만 달러(2019 기준으로 $8.5백만 달러에서 $9.3백만 달러에 해당)가 들 것으로 추산했다. 원래 설계는 월가와 파인 스트리트를 향한 8개의 기둥으로 된 열주, 나소 스트리트의 사각형 필라스터, 지붕 위로 튀어나온 거대한 격간 돔, 그리고 십자형 평면도를 요구했다. 건물은 또한 아크로테리아, 메토프, 삼각형 페디먼트와 같은 세부 장식으로 꾸며질 예정이었다. 타운은 세일러스 스너그 하버의 관리 건물 건축가였던 사무엘 톰슨을 건설 감독관으로 임명할 것을 제안했다.
결국 건물은 대리석으로 지어졌다. 세관 건물 공사는 1834년 1월에 시작되었으나, 관세청은 비용 증가로 인해 새 건물 계획을 축소할 것을 요청했다. 그 결과, 돔의 크기가 줄어들고 외관의 원래 이중 열주가 단일 열주로 변경되었다. 톰슨은 1835년 4월에 계획을 가지고 사임했다. 조각가 존 프레이지가 톰슨을 대신하여 감독관으로 임명되었고, 그는 타운과 데이비스의 원래 계획을 조합하기 위해 노력했다. 프레이지는 내부 디자인과 장식 세부 사항에 영향을 미쳤으며, 다락방 계획을 전체 높이의 3층으로 변경했다. 프레이지는 건물 위원 월터 보운과 분쟁을 벌여 1840년에 해고되었지만, 1841년에 재고용되었다.
세관 건물은 1842년에 개관했으며 비용은 928,312달러(2019 기준으로 $20백만 달러에 해당)였다. 수입업자들은 건물 중앙의 로툰다에 있는 카운터에서 업무를 처리했다. 이 건물은 정치적 후견인제와 연관되기 시작했다. 에드워드 윌리엄스 클레이의 1852년 판화 "직위 추구자의 일곱 단계"는 뉴욕 주지사 마틴 밴 뷰런 하의 민주당 후견인제가 세관을 중심으로 이루어졌음을 풍자했다. 1861년까지 이 구조물은 뉴욕 항만 미국 세관의 모든 세관 업무를 수용하기에는 너무 작았다. 미국 연방 정부는 세관 사무소를 현재 Merchants' Exchange가 점유하고 있는 55 월스트리트로 한 블록 옮기기로 결정했다. 미국 정부는 1862년 2월에 Merchants' Exchange와 임대 계약을 맺고 그해 5월에 건물로 이전할 예정이었다. 세관 사무소는 1862년 8월부터 55 월스트리트로 이전했다.

### 재무부
세관 이전 후, 월가 26번지는 미국 재무부 건물이 되었는데, 이는 전국 6개 중 하나였다. 재무부 사무실은 건물 로툰다 주변에 배치되었다. 금과 동전 보관 금고는 로툰다 북쪽 통로를 따라 배치되었다. 금괴는 서쪽 또는 왼쪽에 보관되었고, 금 증서와 동전은 동쪽 또는 오른쪽에 보관되었다. 잔돈을 위한 금고도 마련되었다. 동전 부서는 건물 동쪽에 있는 로툰다 바닥의 파인 스트리트 방향에 있었다. 은은 건물 지하 북서쪽 모퉁이에 보관되었다. 무기고는 상층부에 배치되었고, 돈을 보호하기 위해 건물의 꼭대기에 다양한 요새가 설치되었다. 재무부 동쪽에는 미국 조폐국의 지점인 미국 조폐 위원회가 인접해 있었는데, 이곳은 주화를 만드는 것을 제외한 모든 조폐 기능을 수행했다. 1862년 재무부가 건물로 이전했을 때, 이 건물에는 연방 정부 자금의 70%가 보관되어 있었다.

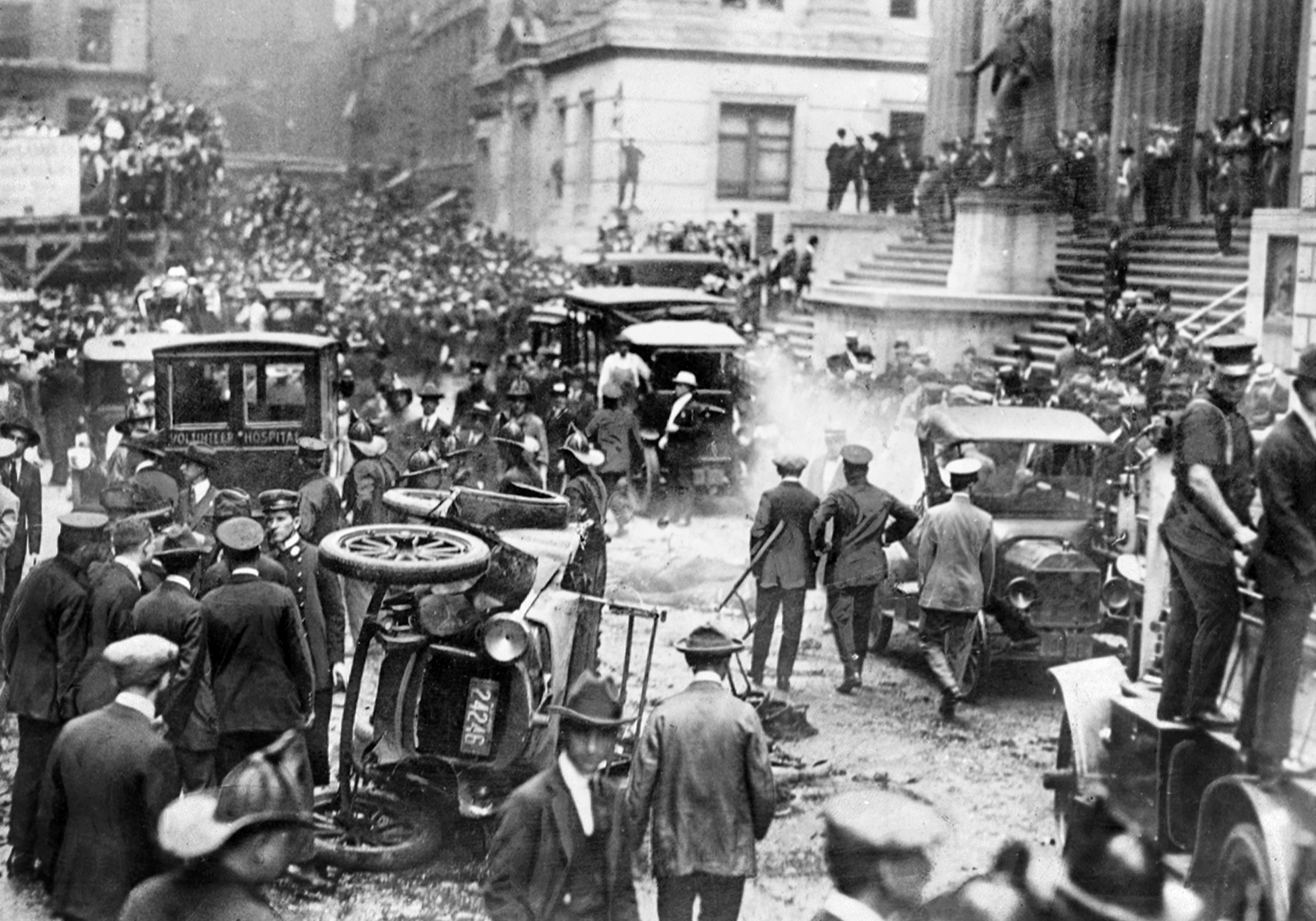
1920년 월스트리트 폭탄 테러 당시 재무부 (페더럴 홀 기념관)는 피해를 입지 않았다.

1883년, 존 퀸시 애덤스 워드의 청동 조지 워싱턴 동상이 재무부의 의례용 정문 계단에 세워졌다. 이 동상은 워싱턴이 취임 선서를 할 때 서 있었던 원래 페더럴 홀 발코니 높이에 위치하여, 브로드 스트리트에서 월가까지 가득 찬 군중을 내려다보았다. 1903년까지 이 건물에는 2억 7500만 달러 이상의 금과 여러 백만 달러의 동전이 보관되어 있었는데, 이는 당시 미국 전체 자산의 거의 10분의 1에 달하는 금액이었다. 북서부 조례를 기념하는 명판은 1905년 재무부에 헌정되었다.
1917년까지 재무부 건물에는 5억 1,900만 달러 상당의 금과 수백만 달러의 동전이 보관되어 있었다. 1920년 월스트리트 폭탄 테러 당시, 재무부 맞은편 23 월스트리트에서 폭탄이 터졌는데, 이는 '더 코너'로 알려지게 되었다. 주변 지역에서 38명이 사망했지만, 재무부 건물은 손상되지 않았다.
연방준비은행은 1920년에 재무부 시스템을 대체했다. 재무부 사무실은 그해 12월 7일에 문을 닫았고, Assay Office는 재무부 건물을 Fed에 임대했는데, Fed는 당시 두 블록 북쪽에 뉴욕 연방준비은행 건물을 건설 중이었다. Fed는 1924년 5월부터 재무부에서 새 Fed 건물로 통화 자산을 이전하기 시작했다. 이는 연방 정부가 건물을 민간 기업에 매각할 계획이라는 지역 금융가들의 우려를 불러일으켰다. 그해 7월, 민족주의 단체 미국 국방 협회는 건물의 매각 가능성에 반대하는 운동을 시작했다.

### 다른 정부 기관의 사용

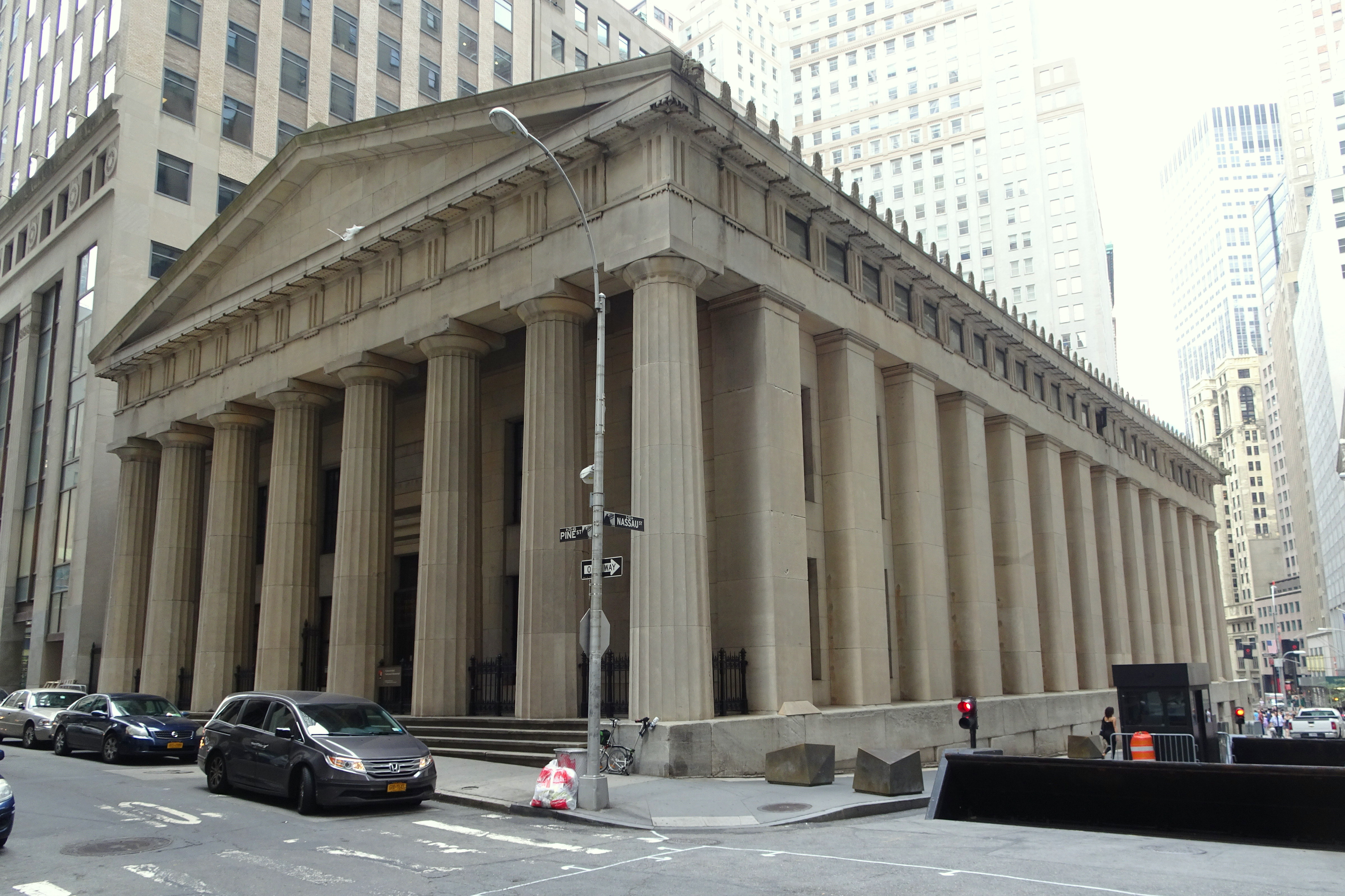
북쪽에서 본 전경

결국 정부는 재무부 소유권을 유지하기로 결정하고, 이를 Assay Office의 저장 공간과 다른 기관의 사무 공간으로 사용했다. 정부는 또한 미국 국세청을 재무부로 이전하는 것도 고려했다. 1924년 10월, 연방 공무원들은 금주법 시대 집행 요원 사무실을 재무부 건물로 이전하고, 지하 금고를 압수된 주류 보관에 사용할 것이라고 발표했다. 이러한 계획은 애국 및 역사 단체들의 반대로 다음 달에 취소되었다. 1925년 초, 뉴욕 시티 클럽은 앤드루 멜런 재무장관에게 재무부 건물을 보존해 달라고 호소했다. 미국 하원 의원 애닝 스미스 프랄은 그해 12월 건물 확장을 위해 500만 달러를 할당하는 법안을 제안했다.
1925년 3월에 파인 스트리트 쪽에 여권 사무실이 개설되었다. 재무부는 또한 1926년 볼링 그린 커뮤니티 하우스 헌정 축하 파티와 같은 행사에도 사용되었으며, 헌법의 날 기념 행사에도 사용되었다. 브루클린-맨해튼 교통회사 (BMT)는 1920년대 후반에 건물 아래에 나소 스트리트선을 건설했으며, 이 노선 건설 중 재무부 건물의 기초가 보강되었다. 원래 기초는 불과 8 피트 (2.4 m) 깊이였으므로, 지하 암반까지 30 피트 (9.1 m) 내려가는 추가 지지대가 설치되었다. 미국 의회는 BMT 노선이 건물 바로 아래에 건설되는 것을 허용하는 법안을 통과시켰다. 1931년 10월, 나소 스트리트 아래의 수도관이 파열되어 지하에 보관되어 있던 일부 기록이 심하게 손상되었다.
1930년, 뉴욕 타임즈의 한 기자는 재무부를 23 월스트리트, 뉴욕 증권거래소 빌딩, 트리니티 교회와 함께 "월스트리트의 크고 작은 건물들" 중 하나로 묘사했다. 1930년대 초, 미국 우정국은 재무부 건물을 1789년 페더럴 홀의 복제품이 될 우체국으로 대체할 것을 제안했다. 당시 로어맨해튼의 3개 우체국 지점은 주변 사무실 건물의 높은 수요를 제대로 수용할 수 없었다. 우정국은 역사 및 애국 단체들이 대부분의 건물 계획에 반대했기 때문에 재무부 공간의 대부분이 사용되지 않았다고 밝혔다. 재무부는 1930년대 중반까지 여권 사무소로 계속 사용되었다.

### 페더럴 홀 국립기념관

#### 1930년대부터 1950년대까지

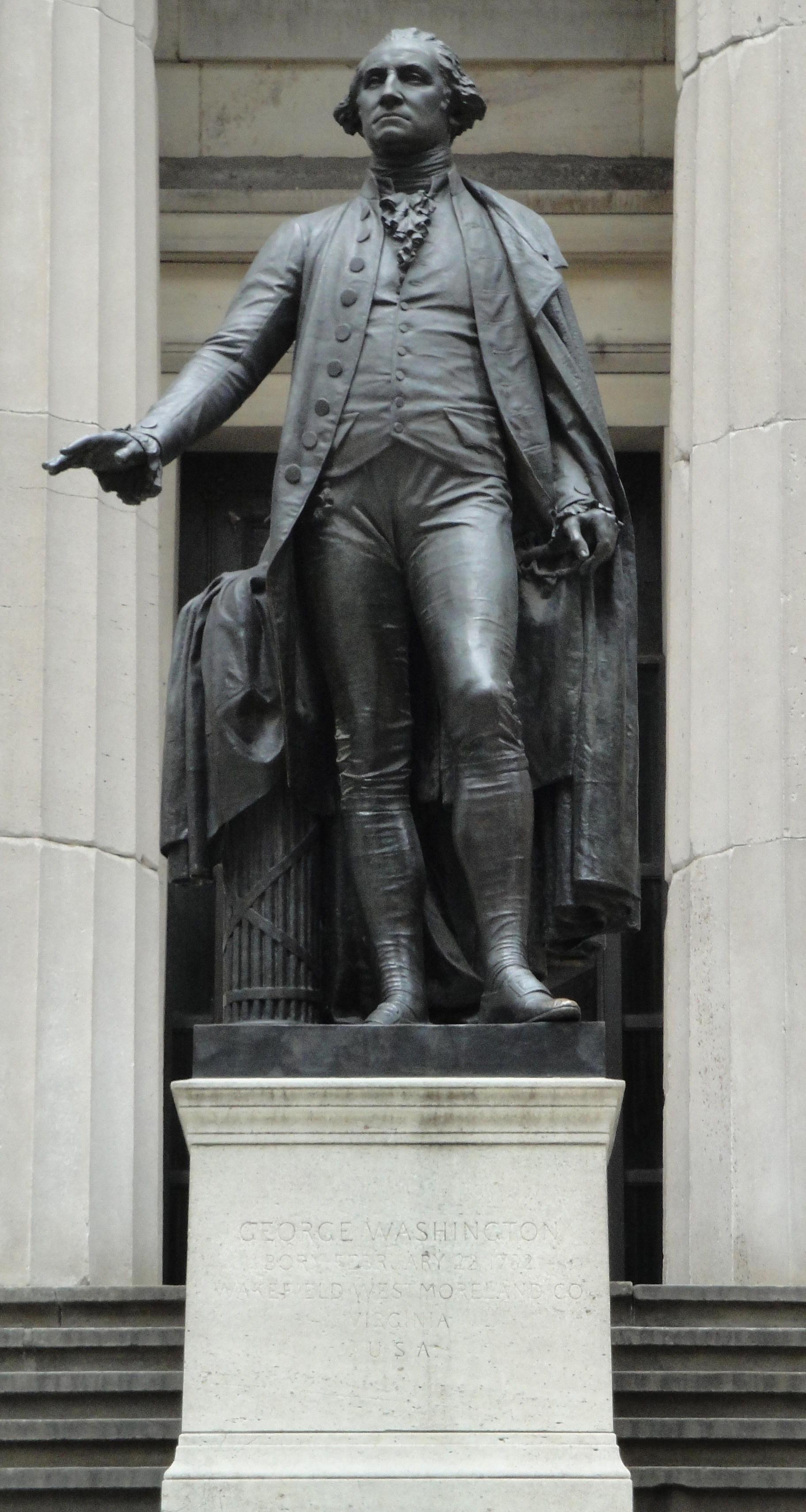
조지 워싱턴 상, 1882년, 존 퀸시 애덤스 워드 작, 페더럴 홀 국립기념관 앞

1939년, 정부가 재무부 건물 철거 계획을 발표한 후, 페더럴 홀 기념관 협회라는 단체가 이를 막기 위해 모금 활동을 벌였다. 1939년 4월 29일, 해럴드 L. 이커스 내무장관은 재무부가 사적지가 될 것이라고 발표했다. 이 건물은 1939년 5월 26일 페더럴 홀 기념 국립 사적지로 지정되었고, 1939년 세계 박람회와 관련된 금융 및 전시물과 함께 로툰다 바닥에 정보국이 개설되었다. 다음 달, 미국 국립공원관리청 (NPS)이 재무부 건물을 인수했다. 이 기념관은 현존하는 재무부 건물보다는 그 부지에 있던 첫 번째 건물을 기념했다. 건물의 "국가 신성한 장소"로서의 위상 때문에, 정부 기관을 수용하지 않았다. 몇 달간의 협상 끝에 페더럴 홀 기념관 협회는 1940년 1월부터 내부를 박물관으로 운영하는 것을 허가받았다. 이 기념관은 1940년 2월 22일 워싱턴의 생일에 개관했다. 뉴욕 헤럴드 트리뷴은 미국 내에서 페더럴 홀 기념관이 마운트 버넌과 독립기념관만이 "역사적 관심"에서 비견된다고 보도했다.
건물은 1942년 2월 22일 워싱턴의 생일에 100주년을 맞았다. 1940년대 초 페더럴 홀 기념관에서 열린 다른 행사로는 제2차 세계대전 전쟁 채권 판매, 헌법의 날 기념 행사, 미국 위문 협회를 지지하는 집회, 그리고 우표 판매 등이 있었다. 1950년대 행사로는 헌혈 운동과 구세군 모금 운동이 있었다. 1952년, 미국 하원 내무 소위원회는 페더럴 홀 재건을 허용하는 안건을 통과시켰다. 존 피터 젱어 룸, 저널리즘 전시회는 1953년 4월 페더럴 홀에서 헌정되었다. 다음 해, 미국 정부는 원래 건물의 단철 울타리를 지하로 옮겼는데, 그 아래의 테네시 대리석이 튀어오르기 시작했기 때문이었다.
건물은 연방 정부 소유이며 NPS가 관리하므로, 보수 및 복원 제안은 의회의 승인을 받아야 한다. 1954년 뉴욕 시의회는 의회에 페더럴 홀, 클린턴 성 국립 기념물, 자유의 여신상 국립 기념물의 복원 제안을 위한 위원회를 설립해 줄 것을 요청하는 결의안을 통과시켰다. 페더럴 홀은 1955년 8월 11일 국립 기념물로 재지정되었다. 같은 해, 연방 정부는 뉴욕시 국립 성지 자문 위원회를 설립했다. 이사회는 1956년 2월에 첫 회의를 열었다. 정부는 페더럴 홀 복원을 위해 162만 1천 달러를 잠정적으로 할당했는데, 이 홀의 내부는 노후화되었다. 1957년 2월, 이사회는 세 곳의 복원을 위해 300만 달러를 할당할 것을 권고했다. 1960년까지 프레드 A. 시턴 내무장관은 다음 2년 내에 페더럴 홀을 복원할 계획을 발표했다. 그는 지역 시민 단체가 예상 비용의 절반인 290만 달러를 모금하고, 정부가 매칭 펀드를 마련할 것을 제안했다. 다음 해, 스튜어트 유달 내무장관은 연방 정부가 1964년 세계 박람회를 앞두고 세 역사적 장소를 재개발하기 시작할 것이라고 발표했다. 연방 정부 관리들은 또한 건물 앞에 "국립 성지"로 지정하는 명판을 설치했다.

#### 1960년대부터 1990년대까지

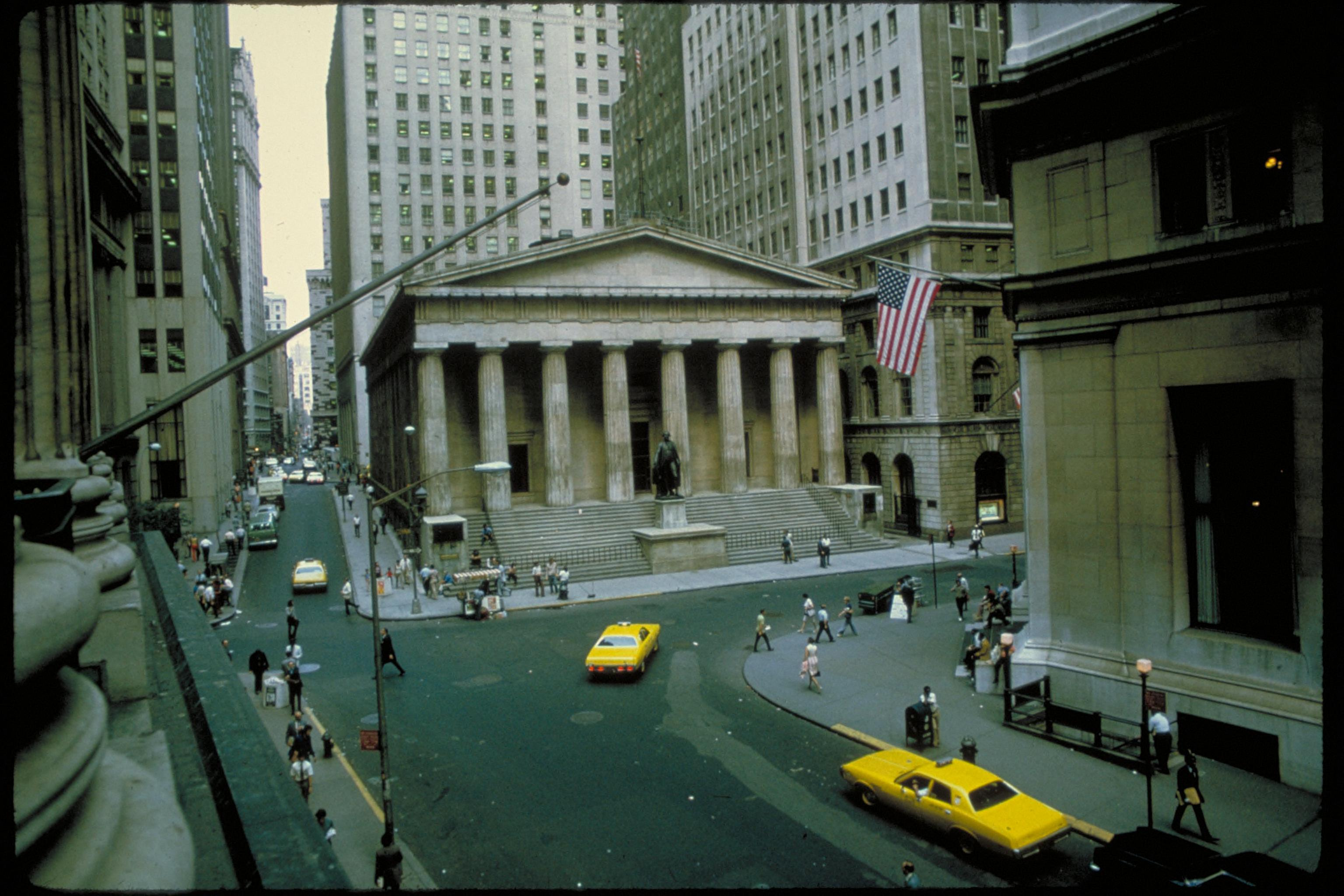
페더럴 홀 국립기념관

뉴욕시 랜드마크 보존 위원회 (LPC)는 1965년 12월 21일 건물의 외관을 랜드마크로 지정했다. 이 건물은 1966년 국립 사적지 보존법이 1966년 10월 15일 서명되면서 미국 국립사적지 (NRHP)에도 추가되었다. 뉴욕 타임즈의 묘사에 따르면, 월가에 위치하고 뉴욕 증권거래소 빌딩 근처에 있기 때문에 "자연적인 집회 장소"가 되었다. 정면 계단은 시위, 정치 집회, 대통령의 날 기념 행사 및 노조 활동에 사용되었다. 이러한 행사 중에는 마약 반대 집회와 1970년 베트남 전쟁 반대 시위도 있었다. 1968년 건물이 복원을 위해 폐쇄된 후, NPS는 정면 계단에서 배회하는 것이 "더 큰 문제"가 되었다고 밝혔다.
이 건물은 1972년에 박물관으로 대중에게 다시 개방되었다. 그해, 미국 200주년을 앞두고, 뉴욕시 200주년 기념 회사는 원래 페더럴 홀과 미국 독립 전쟁 당시 뉴욕시를 기리는 기념 메달을 발행했다. LPC는 1975년에 페더럴 홀의 로툰다, 모리스–주멜 저택, 바토 펠 저택의 내부를 랜드마크로 지정할지 여부를 결정하기 위해 청문회를 열었다. LPC는 1975년 5월 26일에 세 곳 모두를 랜드마크로 지정했으며, 뉴욕 시 예산위원회는 그해 7월에 이러한 지정을 비준했다. NPS는 1978년에 피비 덴트 와일드를 고용하여 정면 계단의 조지 워싱턴 동상을 복원했다.
휘트니 미술관은 1982년 페더럴 홀에 임시 분관을 열었다. 이는 휘트니 미술관의 첫 번째 위성 지점의 세 번째 위치였으며, 이전에는 55 워터 스트리트와 제1경찰서 건물에 있었다. 위성 지점은 페더럴 홀의 중앙 로툰다 주변에 있는 4개의 갤러리를 사용했으며, NPS는 건물 다른 부분에서 역사 전시회를 개최했다. 휘트니는 1984년에 페더럴 홀 지점을 폐쇄했으며, 결국 1988년에 33 메이든 레인에 다시 개관했다. 이 10년 동안, 은행 하우스 도널드슨, 루프킨 & 젠레트의 회장이었던 리처드 젠레트는 페더럴 홀 기념관 협회와 협력하여 페더럴 홀을 개조하기 위해 50만 달러의 개인 기부를 요청하기 시작했다. 비록 이 단체는 로툰다를 현대적인 가구로 꾸민 접수 공간으로 개조할 계획이었지만, 1985년까지는 겨우 7만 3천 달러만이 모금되었고 현대적인 가구는 전혀 확보되지 않았다.
1986년 연방 공무원들은 페더럴 홀을 개조할 것이라고 발표했다. 공간은 청소되고 도색될 것이며, 기계 시스템은 교체될 것이다. 기념관의 2층에는 미국의 헌법에 관한 두 개의 갤러리가 들어설 예정이며, 원래 건물에 대한 전시물도 설치될 예정이었다. 페더럴 홀은 1989년 4월 30일, 워싱턴 취임 200주년을 맞아 취임식 재연 행사를 개최했다. 조지 부시 대통령이 참석한 이 재연 행사는 박물관을 위해 70만 달러를 모금하는 것을 목표로 했으며, 이 행사 후에 박물관이 대중에게 개방되었다. 헌법 관련 전시회 외에도 박물관은 허드슨 밸리 예술 작품 전시회, 뉴욕시 지정 랜드마크 전시회, 그리고 미국 노예 제도 폐지에 대한 전시회와 같은 임시 전시회도 개최했다.

#### 2000년대부터 현재까지

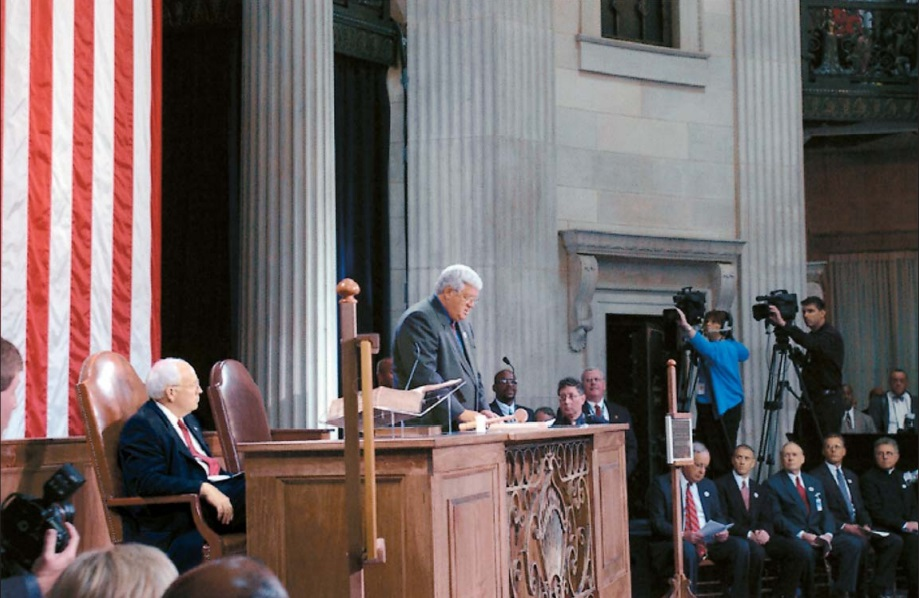
2002년 9월 6일 페더럴 홀 국립기념관에서 특별 회의를 소집하는 의회.

21세기 초까지 페더럴 홀에는 수많은 큰 균열이 생겼다. 9·11 테러 당시 세계 무역 센터 (1973년~2001년)의 쌍둥이 빌딩이 인근에서 붕괴했을 때, 300명이 기념관에 대피했다. 건물 구조적 무결성 문제로 인해, 페더럴 홀은 테러 이후 한 달 동안 폐쇄되었다. 건물이 재개장했을 때, 입구에 금속 탐지기가 설치되었다. 한편, 세계 무역 센터 붕괴 이후 건물 내부의 균열이 악화되어, NPS는 2002년 초에 건물 수리를 위해 1,650만 달러를 지원받았다. 2002년 9월 6일, 약 300명의 의회 의원들이 워싱턴 D.C.에서 뉴욕으로 이동하여 페더럴 홀 국립기념관에서 도시를 지지하는 상징적인 의미로 회의를 소집했다. 이는 1790년 이후 뉴욕시에서 열린 첫 의회 회의였다. 2003년 조사관들이 한쪽 모퉁이 아래에 24인치 공극을 발견한 후, 건물 한쪽 모퉁이 아래에 4개의 강철 기둥이 설치되었다.
이 유적지는 2004년 12월 3일, 주로 기초 보강을 위한 1,600만 달러 규모의 보수 공사를 위해 폐쇄되었으며, 아인혼 야피 프레스콧 건축 및 공학이 건물 수리 및 복원을 위해 고용되었다. 페더럴 홀 국립기념관은 2006년 후반에 재개장했다. 보수된 기념관에는 뉴욕 지역의 NPS에서 운영하는 다른 역사 유적지를 보여주는 방문자 센터가 포함되었다. 2007년, 이 건물은 월 스트리트 역사 지구의 기여 자산으로 지정되었으며, 이는 NRHP 지구이다. 같은 해, 금속 탐지기가 제거되고 자기계로 교체되었는데, 보안 검색 과정이 너무 오래 걸려 방문객을 쫓아냈기 때문이었다. 이 조치로 방문객 수가 4배 증가했다. 마이클 블룸버그 뉴욕 시장과 ABC 뉴스는 2008년 미국 대통령 후보인 존 매케인과 버락 오바마를 페더럴 홀에서 열릴 지방관청 포럼에 초대했으나, 두 후보 모두 제안을 거절했다. 매케인은 2008년 6월 페더럴 홀에서 자신의 타운홀 포럼을 주최했다.
아메리칸 익스프레스 재단은 2012년에 워싱턴 동상 복원을 위해 75,000달러를 기부했다. 2015년, 미국 역사 보존 신탁은 아메리칸 익스프레스 재단이 30만 달러를 기부한 후 페더럴 홀의 대계단이 보수될 것이라고 밝혔다. 당시 계단은 낡기 시작하여 벗겨짐과 균열의 징후를 보였다. 작업은 2016년 후반에 시작될 예정이었다. 2018년, 지역 신문 AM 뉴욕 메트로는 "균열이 있는 벽, 벗겨지는 페인트, 녹물 얼룩이 있는 로툰다는 미국 역사를 배우기 위해 방문하는 거의 30만 명의 방문객을 맞이하는 열악한 조건 중 일부"라고 보도했다. 페더럴 홀 국립기념관은 또한 손상된 바닥과 아치, 벗겨지기 시작한 외관, 그리고 균열이 생기고 곰팡이와 변색의 징후를 보이는 기둥이 있었다. 2020년에는 냉방 시스템이 교체되었다. NPS는 균열된 돌을 발견한 후 2021년 7월에 기념관을 일시적으로 폐쇄했다. 영구적인 수리 프로젝트의 일환으로, 건물은 5년에서 10년 동안 비계로 덮일 예정이었다.

## 건축

1837년 뉴욕 세관의 건축 계획

페더럴 홀 국립기념관은 타운 앤 데이비스의 건축가 이티엘 타운과 알렉산더 잭슨 데이비스가 설계했으며, 조각가 존 프레이지가 설계한 돔형 로툰다가 있다. 이 건물은 터커호 대리석으로 지어졌으며, 뉴욕 웨스트체스터군에서 조달되었다. 다양한 부흥 건축 양식의 옹호자였던 타운과 데이비스는 이 건물을 그리스 리바이벌 건축 양식으로 설계했다. 이 디자인은 두 가지 두드러진 미국의 민주주의 이상을 반영한다. 외관의 도리스 양식 기둥은 파르테논 신전의 기둥과 유사하며 그리스인들의 민주주의에 대한 헌사이고, 돔형 로툰다는 판테온을 모방하며 고대 로마인들의 공화주의 이상을 기린다.
이 건물은 월가에서 90.25 피트 (27.51 m) 너비, 나소 스트리트에서 197.5 피트 (60.2 m) 너비의 17,200-제곱피트 (1,600 m2) 부지를 차지한다. 부지는 월가에서 파인 스트리트까지 경사져 있다. 이 구조물은 23,199 제곱피트 (2,155.3 m2)의 연면적을 가지고 있다. 지하 2층, 지상 3층, 다락방으로 구성되어 있다. 재무부는 22개 또는 25개의 방으로 건설되었다.

### 외관
건물의 외관은 두께 5 피트 (1.5 m)의 대리석 블록으로 만들어졌다. 18개의 화강암 계단이 지면에서 로툰다까지 이어진다. 존 퀸시 애덤스 워드의 조지 워싱턴 청동 동상은 건물 의례용 정면 계단에 놓여 있다. 계단 꼭대기에는 열주가 단순한 삼각형 페디먼트를 지탱한다. 엘리자베스 매콜리-루이스에 따르면, 페디먼트에 조각이 없는 것은 건물이 건설될 당시 "자격 있는 조각가가 거의 없었기 때문에" 미적 고려 사항의 영향을 받았을 수 있다.
건물 서쪽 측면 옆에는 원래 높이 약 38 인치 (970 mm), 길이 190 피트 (58 m)의 단철 울타리가 있었다. 이 울타리는 높이 22 인치 (560 mm)의 테네시 대리석 난간 위에 놓여 있었다. 건물 앞 약 5 피트 (1.5 m)에 설치된 이 울타리는 1954년에 제거되었다. 건물이 재무부로 사용될 때는 지붕에 있는 3개의 포탑에 경비원들이 배치되었다. 이 포탑에는 경비원들이 침입자에게 사격할 수 있는 격자창이 있었다. 나소 스트리트를 따라 서쪽 외관에는 평평한 필라스터도 있다.

### 로툰다

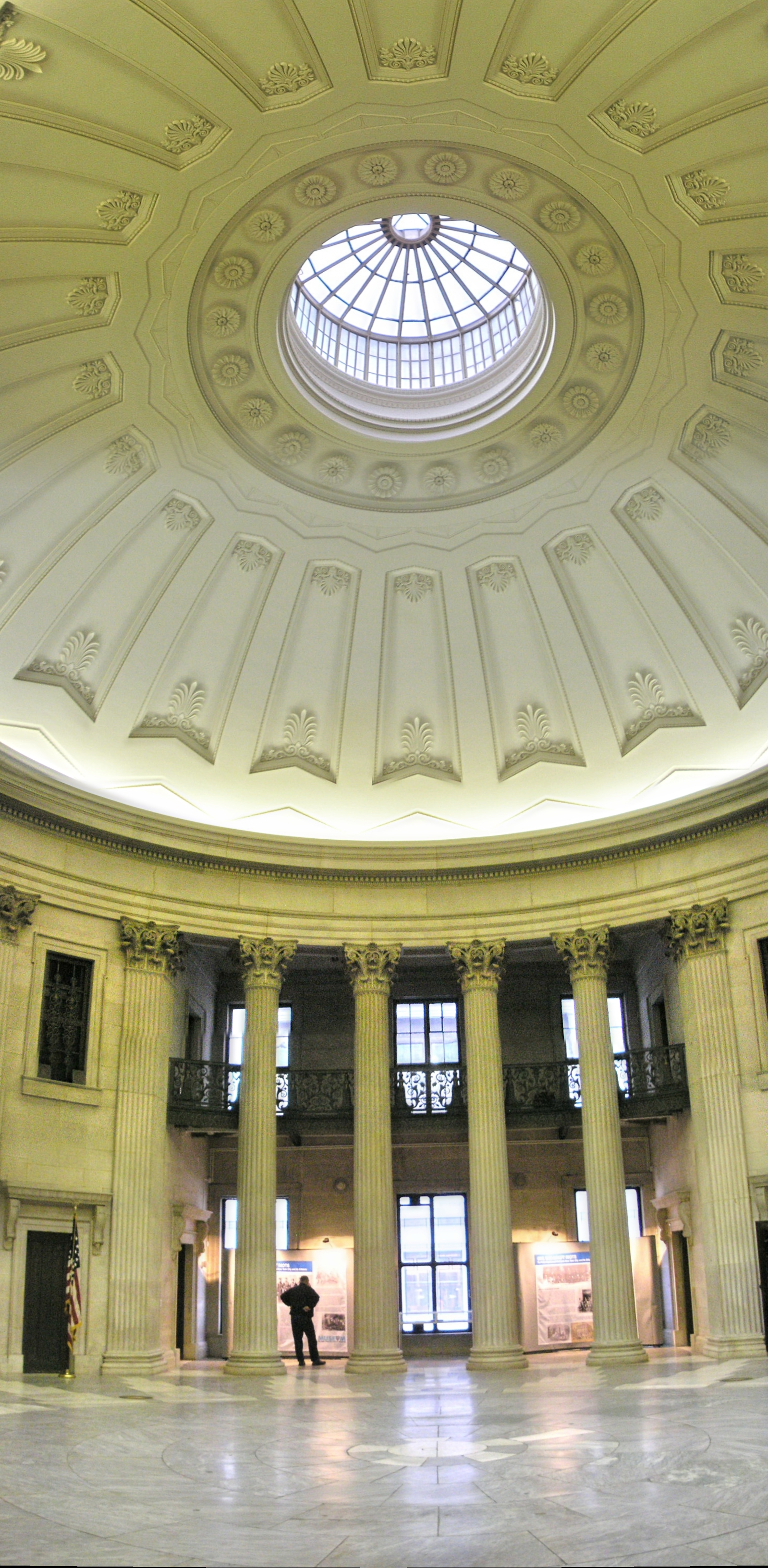
기념관의 주 홀, 4개 기둥 열주 중 하나를 향해 본 모습. 위쪽에는 중앙에 채광창이 있는 접시형 돔이 있다.

페더럴 홀의 주 로툰다는 직경 60 피트 (18 m)이다. 로툰다는 양식주의로 설계되었다. 4면에 발코니가 있지만, 각 발코니 사이에는 기둥이 없다. 발코니는 잎사귀 모양과 카리아티드로 장식된 철제 난간을 가지고 있으며, 원통형 궁륭 천장도 있다.
로툰다의 벽에는 각각 네 개의 기둥으로 구성된 네 개의 열주 부분이 있다. 각 기둥은 대리석 블록 하나에서 조각되었고 높이 32 피트 (9.8 m), 너비 5 피트 8 인치 (1.73 m)이다. 남쪽 열주는 주 입구로 이어지고, 북쪽 열주는 건물 주 복도로 이어진다. 동쪽과 서쪽 열주의 외부 벽에는 단순하게 디자인된 창문이 있다. 각 열주 뒤에는 금도금된 철제 발코니가 있다. 열주 사이에는 평평한 필라스터 사이에 짧은 평평한 벽 부분이 위치한다. 필라스터는 높이 25 피트 (7.6 m)이다. 로툰다는 세관으로 사용될 때 네 개의 카라라 대리석 카운터를 포함하고 있었다.
로툰다 상단에는 중앙에 채광창이 있는 자립형 석조 접시형 돔이 있다. 이 채광창은 지상에서는 보이지 않지만, 지붕의 다른 부분 위로 돌출되어 있다. 돔은 곡선형 바닥이 있는 좁은 패널과 상단 및 하단에 안테미온 모티프를 포함한다. 채광창의 밑면은 융기된 로제트로 둘러싸여 있다. 장식은 원래 금색, 파란색, 흰색 색상 구성이었다. 로툰다 바닥은 동심원 형태의 회색 및 크림색 대리석 블록으로 되어 있으며, 중앙에는 조지 워싱턴이 한때 서 있었던 돌판이 있다.

## 활동 및 방문
미국 국립공원관리청은 페더럴 홀을 국립 기념물로 운영하며, 평일에만 개방한다. 이 기념관은 파인 스트리트의 경사로를 통해 휠체어로 접근할 수 있다. 뉴욕항 지역의 연방 기념물 및 공원에 대한 관광 정보와 뉴욕시 관광 정보 센터가 있다. 기념품점에서는 식민지 시대 및 초기 미국 관련 물품을 판매한다. 일반적으로 전시 갤러리는 국정 공휴일을 제외하고 매일 무료로 대중에게 개방되며, 하루 종일 안내 투어가 제공된다.
기념관에는 여러 영구 전시물이 있다. 여기에는 조지 워싱턴의 취임 선서에 사용된 성경 사본을 포함한 조지 워싱턴 취임 갤러리, 존 피터 젱어의 수감 및 재판에 대한 언론의 자유 전시회, 그리고 미국 국립문서기록관리청에서 만든 미리보기 전시회인 뉴욕: 미국의 수도가 포함된다. 전시물 중에는 워싱턴이 첫 취임식에서 섰던 발코니의 일부도 있다. 다양한 임시 전시회도 페더럴 홀에서 열렸다. 예를 들어, 2023년에는 이 건물에서 현장 공연인 '민주주의 프로젝트'가 상연되었다.
2015년까지 이 기념관은 연간 약 20만 명의 방문객을 기록했으며, 이는 매년 월가, 나소 스트리트, 브로드 스트리트 교차점을 방문하는 1,500만 명 중 약 1%에 해당한다. 2024년년 기준 기념관 방문객 수는 63,314명이었다.

## 영향

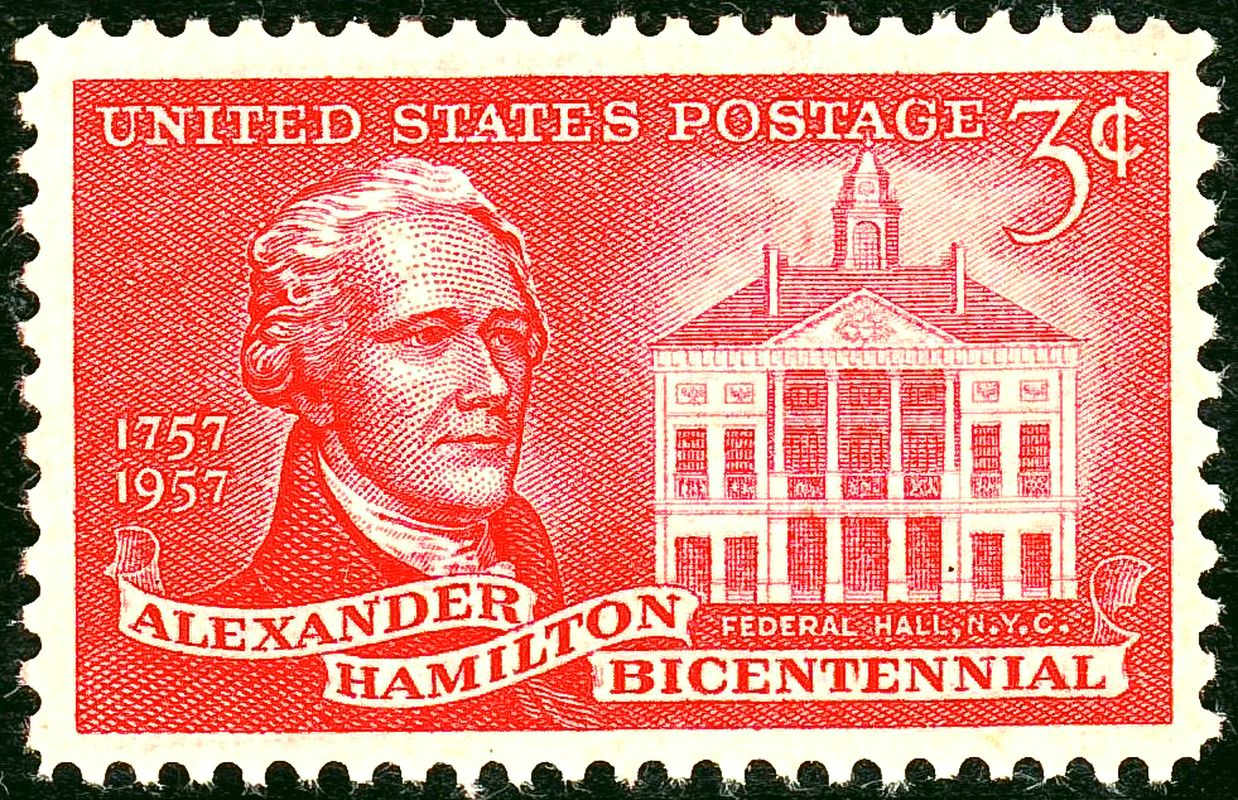
1957년 발행된 우표

첫 번째 페더럴 홀의 디자인은 연방 양식의 발전에 영향을 미쳤다. 더 직접적으로, 이 건물의 건축은 첫 번째 코네티컷 주 의사당의 디자인에 영감을 주었다. 두 번째 건물에 대해 제라드 울프는 그의 1994년 저서 '뉴욕, 대도시 가이드'에서 이 구조물이 "도시의 공공 건물 중 파르테논 신전으로 여겨지며 아마도 최고의 그리스 리바이벌 양식 건물"이라고 썼다. 작가 엘리자베스 매콜리-루이스는 두 번째 건물을 "무엇보다도 1830년대와 1840년대 필헬레니즘에 대한 뉴욕의 가장 웅변적인 상징"이라고 묘사했다. 한편, AIA 뉴욕시 가이드는 이 건물을 스태튼아일랜드의 세일러스 스너그 하버와 함께 "뉴욕 그리스 리바이벌의 기관적 별" 중 하나라고 불렀다.
페더럴 홀의 새겨진 모습은 여러 미국 우표에 등장한다. 페더럴 홀을 보여주는 첫 번째 우표는 1939년 4월 30일, 워싱턴 대통령 취임 150주년에 발행되었으며, 그가 페더럴 홀 발코니에서 취임 선서를 하는 모습이 묘사되어 있다. 두 번째 발행은 알렉산더 해밀턴 탄생 200주년인 1957년에 나왔다. 이 발행물은 해밀턴과 페더럴 홀의 전체 모습을 묘사한다. 미국 우정국은 1988년에 뉴욕이 미국 헌법을 비준한 지 200주년이 되는 해를 기념하여 25센트 기념 우표를 발행했다. 이 우표는 원래의 페더럴 홀, 월가, 그리고 트리니티 교회의 첨탑을 묘사했다.

## 같이 보기
- 미국 국립 기념물 목록
- 맨해튼 14번가 이남의 뉴욕시 지정 랜드마크 목록
- 맨해튼 14번가 이남의 미국 국립사적지 등재 목록